# 科米舒瓦塔河 (基利蒂奇亞河支流)
科米舒瓦塔河（烏克蘭語：Комишувата），是烏克蘭的河流，位於該國東南部，屬於基利蒂奇亚河的左支流，發源自安德里伊夫卡東北面，流經扎波羅熱州，河道全長13公里，流域面積47平方公里。